# Violettkehlkolibri
Die Violettkehlkolibri (Heliomaster squamosus), manchmal auch Temminckkolibri genannt, ist eine Vogelart aus der Familie der Kolibris (Trochilidae), die endemisch in Brasilien ist. Der Bestand wird von der IUCN als „nicht gefährdet“ (least concern) eingeschätzt. Die Art gilt als monotypisch.

## Merkmale

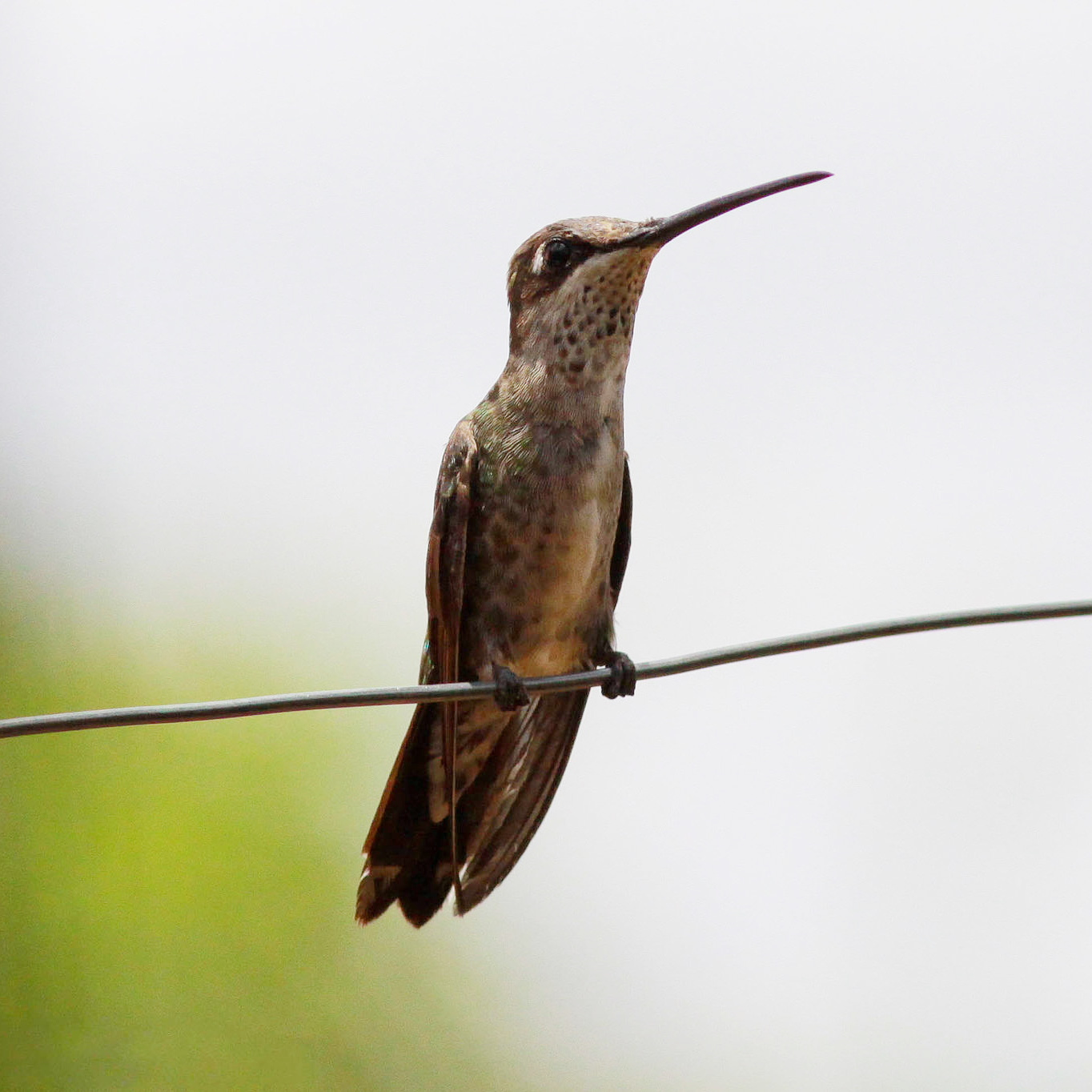
Violettkehlkolibri ♀

Der Violettkehlkolibri erreicht eine Körperlänge von etwa 11,2 bis 12,4 cm bei einem Gewicht 5 bis 6,5 g. Das Männchen hat einen langen, gebogenen schwarzen Schnabel. Der Oberkopf schimmert grün, der Rest der Oberseite ist bronzegrün. Die Kehle glitzert violett, die seitlichen Federn sind länger. Die Unterseite ist grünlich schwarz mit einem weißen zentralen Streifen. Der Schwanz ist gegabelt, die zentralen Steuerfedern bronzegrün. Die restlichen Steuerfedern sind dunkel blaugrün. Im Juli nach der Brut entwickelt das Männchen ein Schlichtkleid mit grauer Kehle und schwarzen Punkten. Im Oktober hat es wieder sein Prachtkleid. Weibchen sind auf der Oberseite dem Männchen ähnlich. Die Kehlfedern sind schwärzlich grün mit weißen Rändern. Nach hinten ist das Gefieder gräulich mit weißem zentralen Strich und grünlichen Flanken. Der Schwanz ist nur leicht gegabelt. Die äußeren grünen Steuerfedern haben eine stahlblaue subterminale Binde mit weißen Spitzen. Jungtiere ähneln den Weibchen.

## Verhalten und Ernährung
Der Violettkehlkolibri bezieht seinen Nektar von einheimischem und eingeführtem Gestrüpp und Bäumen, wie z. B. Hibiskus, Korallenbäumen, Spathodea, Tabebuia, Delonix,  Costus, Helikonien, Vochysia, Bilbergia, Eukalypten und Bauhinien. Ebenso sucht er Aechmea maculata auf. Die Futtersuche findet in den Straten in 3 bis 8 Metern über dem Boden statt. In einer Studie an blühenden Pflanzen wurde er beim Besuch von  Allamanda blanchetii, Tabebuia impetiginosa, Encholirium spectabile, Hohenbergia catingae, Tacinga palmadora,  Ipomoea, Cnidoscolus halteris, Croton blanchetianus,  Bauhinia cheilantha, Dioclea grandiflora, Ceiba glaziovii und Melochia tomentosa beobachtet. Interessanterweise wurde Croton blanchetianus nur von dieser Kolibriart aufgesucht. Er gilt an Blüten als territorial, der die meiste Aufmerksamkeit konspezifischen Arten widmet und weniger andere Kolibriarten im Visier hat. Insekten jagt er im  Flug, indem er diese verfolgt.

## Lautäußerungen
Der Gesang des Violettkehlkolibris ist vermutlich ein gedämpftes, lebhaftes kratziges Trällern, das wie bzzzrrrr..bzzzrrr..tschi-tschi-tschi-tschi..bzrrr klingt. Der Ruf beinhaltet auch einen flüssigen tsik-Ton.

## Fortpflanzung
Die Brutsaison des Violettkehlkolibris ist von Februar bis April, doch gibt es auch Berichte aus dem November. Das kelchartige Nest baut er an einem horizontalen Baumast in 6 bis 8 Metern über dem Boden. Gelegentlich kann es auch noch höher gebaut sein. Einmal wurde sogar ein Nest auf einem Strommast entdeckt, der von Bromelien der Gattung Tillandsia umgeben war. Das Gelege besteht aus zwei Eiern, die ca. 0,65 g schwer und ca. 15,7 × 9,2 mm groß sind. Die Brutdauer beträgt 14 bis 16 Tage; die Bebrütung erfolgt ausschließlich durch das Weibchen. Die Küken sind schwarz mit gräulichem Rückenstreifen. Nach 21 bis 24 Tagen werden die Nestlinge flügge. Die erste Brut erfolgt im zweiten Lebensjahr der Vögel.

## Verbreitung und Lebensraum

Verbreitungsgebiet des Violettkehlkolibris

Das Violettkehlkolibri bevorzugt die Wälder und Savannen der Tiefebenen in Höhenlagen bis 800 Meter. Diese befinden sich im Osten Brasiliens von Pernambuco über Bahia, Goiás und Minas Gerais bis São Paulo. Im extremen Nordosten Argentiniens in der Provinz Misiones wurde er angeblich auch schon gesichtet.

## Migration
Generell wird der Violettkehlkolibri als Standvogel betrachtet.  Bei einer Studie in der Serra do Pará in Pernambuco wurde kein Zugverhalten beobachtet. Dass er im November 2009 im Nordosten Argentiniens aufgetaucht ist, könnte auf gelegentliches Zugverhalten hindeuten.

## Etymologie und Forschungsgeschichte

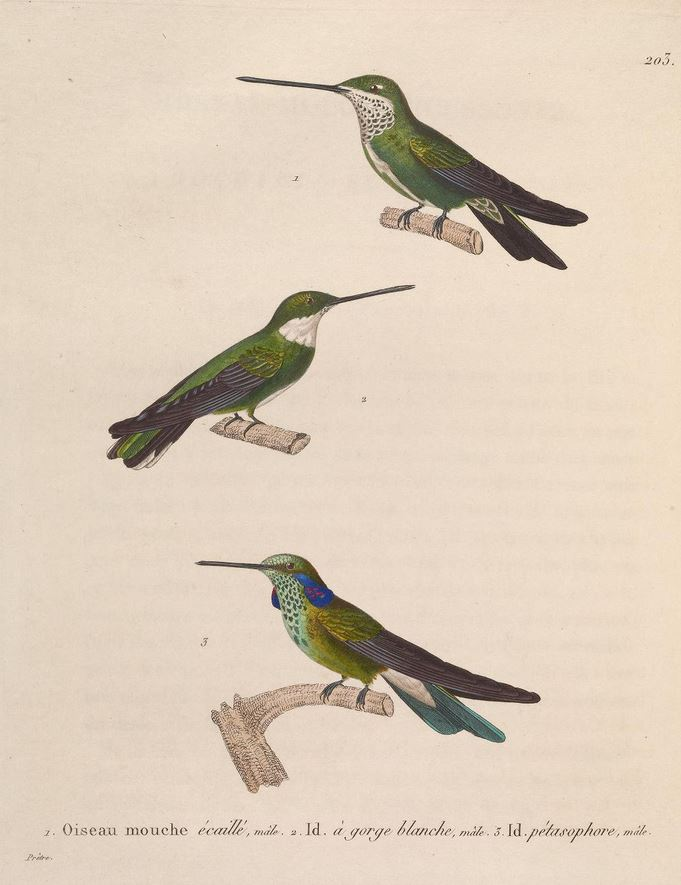
Violettkehlkolibri (Figur 1) illustriert von Jean-Gabriel Prêtre (Teil der Erstbeschreibung)
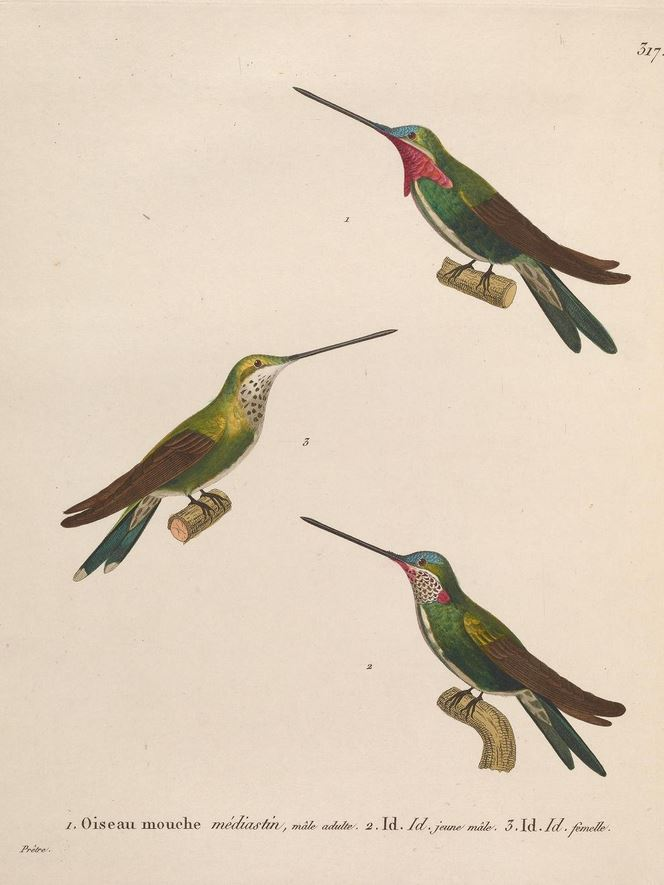
Violettkehlkolibri illustriert von Prêtre

Die Erstbeschreibung des Violettkehlkolibris erfolgte 1823 durch Coenraad Jacob Temminck unter dem wissenschaftlichen Namen Trochilus squamosus. Johann Natterer hatte das Typusexemplar in Brasilien gesammelt. Es war 1850 Charles Lucien Jules Laurent Bonaparte, der die neue Gattung Heliomaster einführte. Dieses griechische Wortgebilde setzt sich aus den Wörtern ἥλιος hḗlios für „Sonne“ und μαστήρ mastḗr für „Suchender, Kundschafter“ zusammen. Der Artname squamosus ist das lateinische Wort für „schuppig“ von squama und „Schuppe“.